# Zentraltunesische Steppen

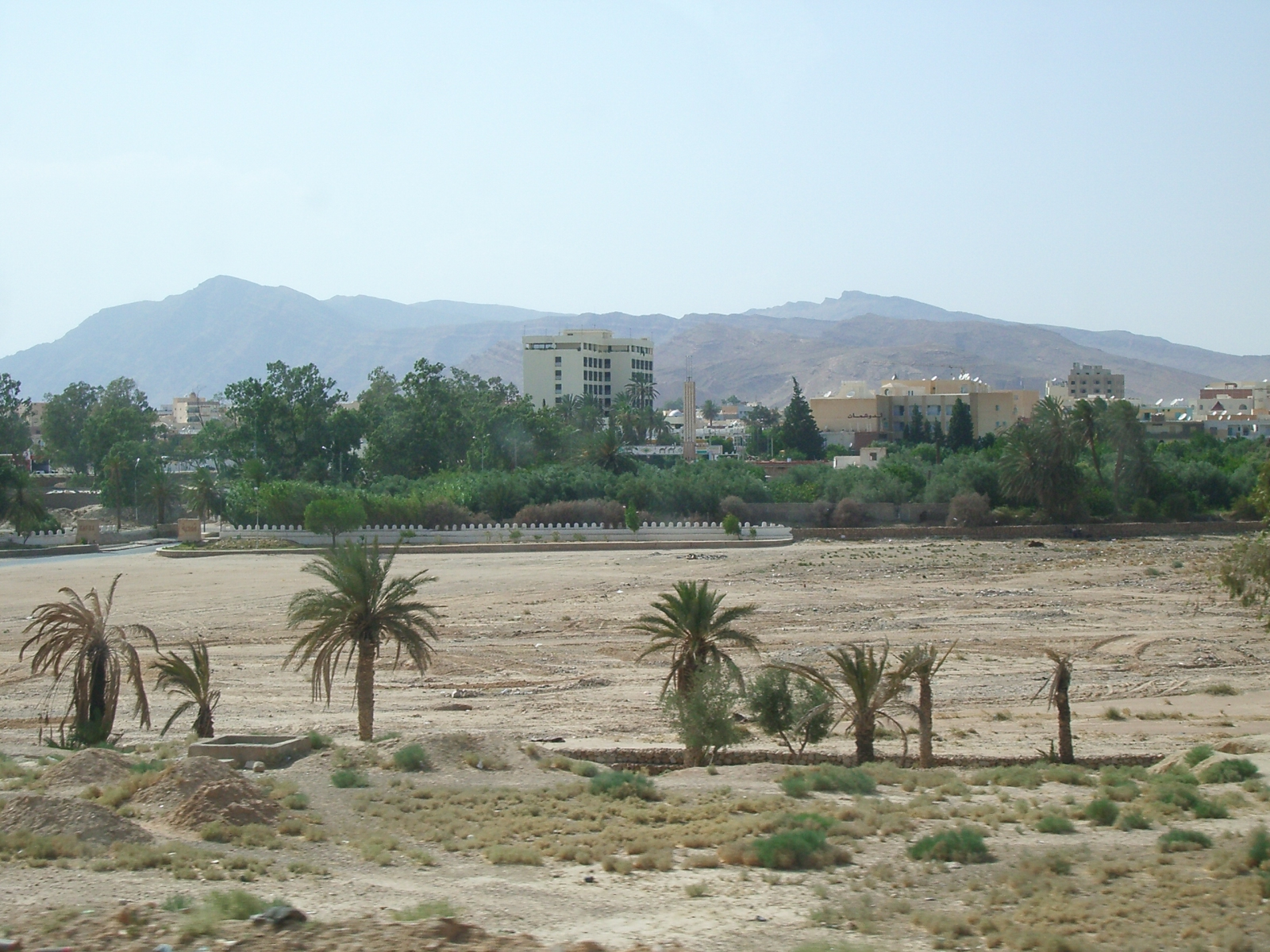
Die Stadt Gafsa am südlichen Rand der Steppenregion

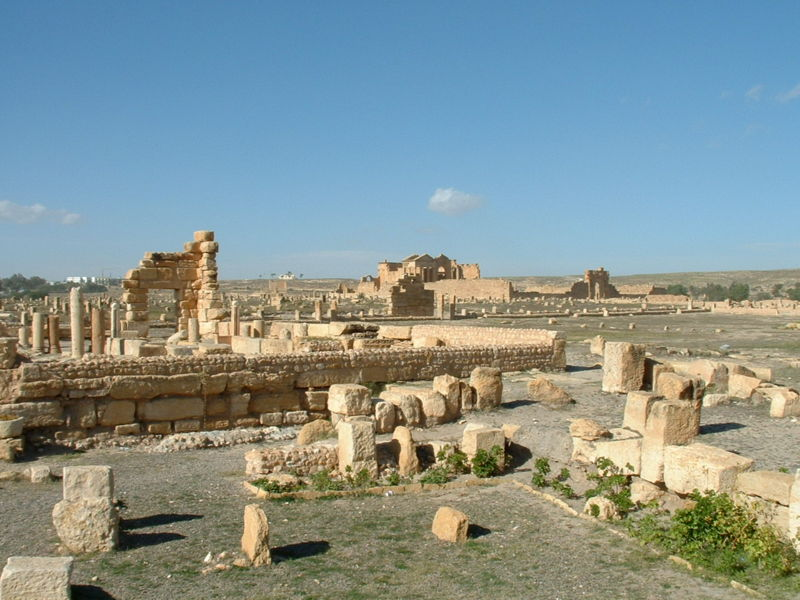
Römische Ruinen in Sbeitla

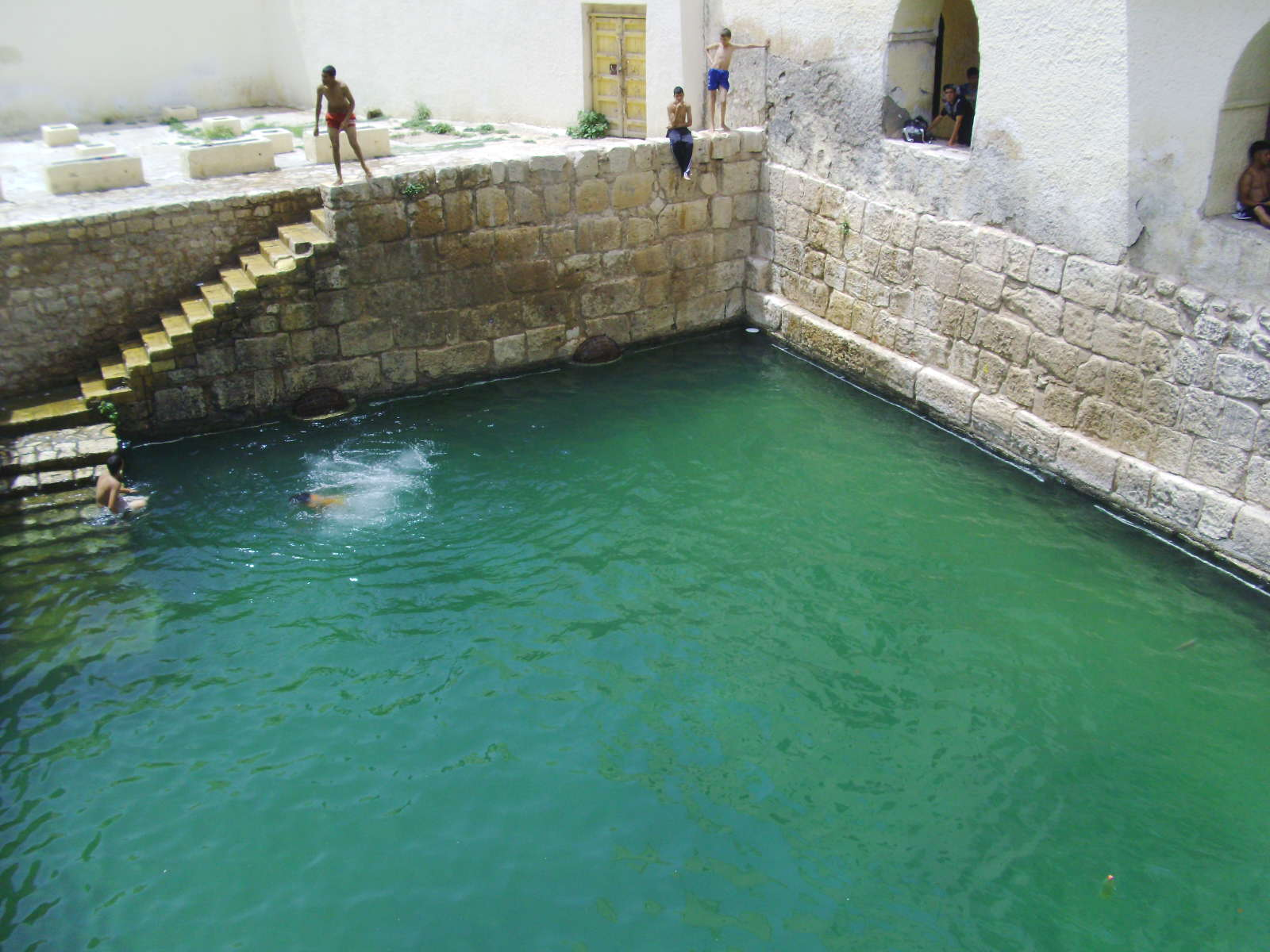
Römisches Wasserbecken in Gafsa

Die Zentraltunesischen Steppen sind ein Landschaftsraum in Tunesien, der sich von den südlichen Fußregionen der Dorsale bis zu dem Nordrand der Bergketten erstreckt, welcher die Senke des Chott el Djerid begrenzt. Im Westen grenzt die Steppenzone an die algerische Grenze und im Osten an die schmale tunesische Sahelzone, die den küstennahen Raum bildet.

## Gliederung
Die Zone der Zentraltunesischen Steppen besteht aus zwei Hauptbereichen:
- Steppenhochland (Haute Steppe)
- Steppentiefland (Basse Steppe)

## Geographie
Dieser Landschaftsraum besteht aus einem trockenen Hochland mit Grasvegetation, das mit einer Randstufe (400–600 m) von kreidezeitlichen Schichtkämmen als Übergangsregion nach Osten in das Steppentiefland abfällt.
Die Areale des Steppenhochlandes liegen zwischen 600 und 800 Metern. In niederschlagsreichen Jahren erhält sein Nordbereich Mengen bis 500 mm pro Jahr. Der Süden bleibt weitgehend niederschlagsfrei. Auf Grund seiner Lage im Landesinnern von Tunesien zeigt das Klima bereits kontinentale Eigenschaften mit kalten Wintermonaten. Die Landschaft ist durch eine Grassteppe mit Halfagras geprägt, dessen Bewuchs in westlicher Richtung zunimmt. Früher nutzte die nomadische Bevölkerung das Gras zum Flechten von Alltagsgegenständen. Mit dem Bau von Eisenbahnlinie zu den südlichen Phosphatlagerstätten veränderte sich die Grasnutzung, da man es in großen Mengen zur Celluloseproduktion abtransportierte.
Nur wenige Wadis durchziehen das Hochland und es ist nur gering besiedelt. Einige wenige städtische Siedlungen befinden sich an seinen Randbereichen. Dazu zählen Gafsa, Sbeitla, Kasserine, Fériana und Sidi-Bouzid. Die teilweise halbnomadisch lebende Bevölkerung der ländlichen Gebiete legte kleine Getreidefelder und Baumpflanzungen an. Zur Zeit der römischen Kolonie gab es hier Ölbaumkulturen. An den Gebirgsrücken nimmt man seit dem 20. Jahrhundert Aufforstungen vor. Dazu werden Aleppokiefern und Wacholder angepflanzt. Die Straßen erhalten teilweise eine Saumbeflanzung mit Eukalyptusbäumen.
Das Gebiet des Steppentieflandes schließt sich in östlicher Richtung an. Zwischen den Schichtkämmen liegen kleine Sedimentbecken, deren Auffüllungen aus dem Quartär stammen. Das einst ebenso trockene Gebiet wurde mit angelegten Wassersystemen für landwirtschaftliche Nutzungen erschlossen. Die jährliche Niederschlagsmenge liegt bei 150 mm. In der Region existieren zahlreiche Brunnen aus römischer Zeit.